# Здание городской думы (Барнаул)
Здание Городской думы — памятник архитектуры начала XX века в Барнауле.
Здание было построено в 1914—1916 годах по проекту архитектора И. Ф. Носовича на муниципальные средства. Первый этаж предназначался для торговых целей — здесь находился универсальный магазин торгового дома купцов Яковлева С. Я. и Полякова А. И. На втором этаже разместились органы городского самоуправления — дума и управа.
Архитектор Носович, проектируя здание решил достаточно сложную задачу и соединил в единый комплекс две более старые постройки — одноэтажный магазин и двухэтажные помещения думы. В результате на Московском проспекте (ныне пр. Ленина) появилось фактически новое двухэтажное строение в стиле эклектики с башенкой на крыше и часами, подобно ратушам европейских городов. Фасады здания были четко разделены межэтажной тягой и имели развитый карниз. Окна первого этажа больше по размеру окон второго этажа, при этом каждый из фасадов имел деление на 3 части по вертикали. Средняя часть южного фасада, которая выходит на улицу Льва Толстого, увенчана треугольным фронтоном с круглым окном в середине. А центральная часть западного фасада, что на Московском проспекте, завершается башенкой. Интересен приём побелки по кирпичу — контрастное сочетание красного и белого цветов придало фасадам более нарядный вид.
В 1917 году во время крупного пожара здание сильно пострадало. 13 декабря 1919 года здесь состоялось заседание Барнаульского ВРК и представителей Главного штаба партизанской армии. В годы Великой Отечественной войны в здании размещался госпиталь.
По состоянию на начало XXI века тут находится несколько магазинов и учреждений, в том числе муниципальный музей «Город».